# 2028
2028 (MMXXVIII) е високосна година, започваща в събота според григорианския календар. Тя е 2028-ата година от новата ера, двадесет и осмата от третото хилядолетие и деветата от 2020-те.

## Събития

### Планирани и предвидени събития
- Планирано е да се проведе Европейското първенство по футбол през 2028 г.